# Neuville-sur-Oise
Neuville-sur-Oise – miejscowość i gmina we Francji, w regionie Île-de-France, w departamencie Dolina Oise.
Według danych na rok 1990 gminę zamieszkiwało 1036 osób, a gęstość zaludnienia wynosiła 244 osób/km² (wśród 1287 gmin regionu Île-de-France Neuville-sur-Oise plasuje się na 626. miejscu pod względem liczby ludności, natomiast pod względem powierzchni na miejscu 734.).